# 2年越し!超超興奮!仰天"生"テレビ!!

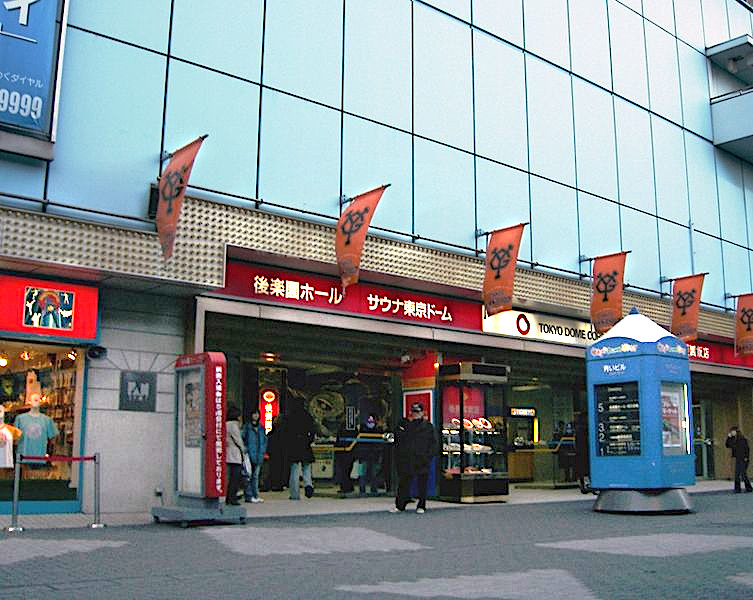
『笑点』SPと『仮装大賞』の公開放送が行われた後楽園ホール

『2年越し!超超興奮!仰天“生”テレビ!!』（にねんごし!ちょうちょうこうふん!ぎょうてんなまテレビ!!）は、1994年12月31日（土曜日）18:30 - 1995年1月1日（日曜日）22:54まで日本テレビ系列で放送されたバラエティ番組。

## 概要
日本テレビでは、毎年8月下旬に放送されている恒例24時間テレビ 「愛は地球を救う」（最高は2002年・2003年、2005年以降の26時間半。2004年はアテネ五輪野球予選はコーナーではなかった為除く）より長い28時間24分の日本テレビ最長の長時間バラエティ番組で、従来の24時間テレビとは違いメイン司会者を設けず、毎年正月恒例の「新春!ズームイン!!朝!」「平成あっぱれテレビ」「新春笑点スペシャル」といった番組に加え、日本テレビで久々となる大晦日の夜に野球拳を中心に放送する「ダウンタウンの裏番組をぶっとばせ!」や「ウンナン世界征服宣言」と「進め!電波少年」をタッグを組んだ「いけ年こい年」などがあった。
通し企画は1995年のカウントダウン開始から「ナンウン宇宙征服宣言」番組終了まで南原清隆が香川県高松市のゴール会場までママチャリを走り、みごとゴールまで辿りつき、「ウンナン世界征服宣言」の企画だったママチャリが終了した。

## タイムテーブル

### （1994年12月31日・土曜日）

#### 18:30　ダウンタウンの裏番組をブッ飛ばせ!!大晦日スペシャル
（日本テレビ・Gスタジオから生放送）
- 番組開始時、スタジオに当時の社長氏家齊一郎（のち代表取締役会長）がいた。
番組前半に「ルーレット野球拳」が登場し、通常の1枚脱ぐに加え、2枚脱ぐ・3枚脱ぐなどがあり、進行によってルーレットの的が際どくなり、下着姿になる・全裸、さらに運を悪ければ「丸坊主」があった。
途中から内村光良が南原清隆のママチャリスタート地点の中継のフリのはずが、野球拳にやらされるハメになった。
司会/ダウンタウン（浜田雅功・松本人志）　出演/加賀まりこ、坂上二郎（コント55号）、山口美江、片岡鶴太郎、久本雅美、峰竜太、岡本夏生、大仁田厚、ラサール石井、出川哲朗、ジミー大西　ほか
1000人野球拳進行/ルー大柴、兵藤ゆき、彦摩呂、笑福亭笑瓶
団地で野球拳進行/ナインティナイン（矢部浩之・岡村隆史）、松村邦洋

#### 23:45いけ年こい年
（日本テレビ・Gスタジオから生放送）
- 松村邦洋が「いじめをやめよう」修復イベントを行うはずが、開始直後、集まったフーリガンが暴れてしまいイベント中止。急遽、会場を変更し何人か修復した。
司会/内村光良（ウッチャンナンチャン）、松本明子　出演/徳光和夫、加賀まりこ、大槻ケンヂ、篠原涼子 ほか 「いじめをやめよう」修復イベント/松村邦洋、福澤朗アナウンサー

### （1995年1月1日・日曜日)

#### 0:30DAISUKI!新春スペシャル
※一部地域は除く
- 『DAISUKI!』初の年末スペシャルで、この後2000年まで継続する。
ボウリング対決で川合俊一が見栄晴に「欽ちゃんの仮装大賞」といってコケ、ガターになった。
司会/中山秀征、松本明子、飯島直子

#### 2:30　どんまい!!煩悩バラエティー!!
※一部地域は除く
- 「どんまい!!スポーツ&ワイド」第2部・日本テレビ制作枠（「ロバの耳そうじ」など）の出演者が集結したバラエティ番組。メインは新宿アルタ前の特設会場で氷のピラミッドの中に賞金総額100万円を賭けた宝探しがあった。
- 6:45　NNN朝のニュース（手話放送）

#### 7:00新春!ズームイン!!朝!
（日本テレビ・マイスタジオから生放送）
- 司会/福留功男
中継担当など/伊藤克信、堀敏彦、魁三太郎、山王丸和恵

#### 9:30平成あっぱれテレビ
（日本テレビ・Gスタジオから生放送）　※一部地域は飛び降りの局があった
- テレビ電話で指定番号をかけスタジオにつながった芸能人にお年玉10万円が貰える企画で、全く知らない素人が出て、司会の板東に「知らない！」と却下された。以後、番組に対しての報復行為であろうかテレビ電話に女性の裸が登場するハプニングが起こった。
東京サマーランドの水泳大会でダンカンがゲームに勝利し20万円分の1万円札を自分ごと飛びこみ落としたり、また、お笑い芸人UBUの一人が浮島とびこんでゴール地点に着けば賞金獲得する企画で浮島役だった中山秀征の下唇の裏皮を切るハプニングがあった。
温泉中継で20万円分の100円玉を多く拾った人の勝ちのゲームで、北海道のゲーム進行だったガダルカナル・タカのパンツの中にお金を入れるハプニングがあり、山田邦子は唖然だった。また、この温泉中継で胸を露出させる女性の映像が出た事で視聴者からの批判を受ける。
司会/板東英二、山田邦子 温泉中継進行/ガダルカナル・タカ、羽賀研二、河野景子、笑福亭笑瓶　年賀状で宝くじ進行/福澤朗アナウンサー 水泳大会進行/中山秀征、渡辺正行（コント赤信号）、加藤紀子、細川ふみえ、飯島愛 スタジオからの出演/山城新伍、森口博子、高田純次、川合俊一、橋幸夫、高島忠夫、落合博満、池谷幸雄、篠原涼子、美輪明宏

#### 16:30　新春笑点スペシャル
- 司会/三遊亭圓楽
大喜利メンバー/三遊亭小遊三、三遊亭好楽、林家木久蔵、桂歌丸、三遊亭楽太郎、林家こん平、山田隆夫(座布団運び）
番組途中に南原のゴール地点を発表した。
- 18:00　NNN日曜夕刊

#### 18:33欽ちゃんの新春爆笑仮装コンテスト!第44回全日本仮装大賞
（後楽園ホールから中継）
- 例年は18：30開始の番組だったが、「ナンウン宇宙征服宣言」の会場で南原のゴール地点を発表した為、通常より3分遅い18：33から放送となった。
ラストの「クリスマスの出来事」の最後に泥棒役が萩本欽一の前のところにコケ、見事20点満点を出した。また、結果発表で第3位「クリスマスの出来事」が発表され、カメラマンが間違えて他のチームをアップしてしまうハプニングあった。
司会/萩本欽一（コント55号）
審査員/青島幸男、藤田弓子、久本雅美、千堂あきほ、蛭子能収、篠原涼子　ほか
- 20:54　NNNニューススポット・あすの天気

#### 21:00ナンウン宇宙征服宣言
(香川から中継)
- ウンナン・笑福亭鶴瓶の3人による「スター半ケツ写真」対決はモデルの川上麻衣子の衣装をハサミで大胆に破る写真を考えた南原が勝利。（審査はテレゴングによる電話投票　ちなみに、2位は内村・3位は鶴瓶だった）
司会/内村光良（ウッチャンナンチャン）、有賀さつき

## 系列局の事情
系列局である山梨放送は12月31日の『DAISUKI!新春SP』と『どんまい!!煩悩バラエティー!!』を放送せず、自社制作の新春特別番組と「高校サッカーハイライト」で放送終了し、1月1日の『NNN朝のニュース』から放送開始し、『平成あっぱれテレビ』の途中で自社制作の新春特別番組のため飛び降りし、『新春笑点スペシャル』から最後まで放送した。
また、山形放送、高知放送も『どんまい!!』を放送せず、自社制作の新春特別番組と劇場映画を1本放送した後放送終了した（ただし、『朝のニュース』以降は全て放送している）。
なお、上記の3局は、2007年12月31日 - 2008年1月1日に編成された同趣旨のバラエティ番組ゾーン『26時間ちょっとテレビ』の深夜枠においても同様の方針を採った。詳しくは当該項を参照のこと。
また、この年に高校サッカーの1回戦が前年の1月2日から毎年12月31日（1999年以降から12月30日）へ移行した。そのため、地元代表校が12月31日に試合が組まれた場合には『プラス1』などの夕方のローカルニュースだけで試合結果を伝えた。

## 放送後の視聴者からの批判
『ダウンタウンの裏番組をブッ飛ばせ!!』と『平成あっぱれテレビ』の放送中に女性の裸の映像が多く出てしまった事で放送終了後、「子供が見ている時間に女性の裸が出ている」「元旦で見るような番組でない」などの批判が放送局に寄せられ、視聴率的には成功したものの視聴者の批判を受ける結果となってしまった。
さらに翌年の同番組でも同様のトラブルを多発させた事（『裏番組～』では笑福亭鶴瓶が尻を出し慌てて福澤などが隠すハプニングがあった。）により、1996年大晦日以降は軌道修正を行うまで視聴者の批判を受け続けた。